# Pietro Marcello
Pietro Marcello né à Caserte en 1976 est un réalisateur italien.

## Biographie
Après avoir étudié la peinture à l'Académie des beaux-arts de Naples, Pietro Marcello fait ses débuts en 2000 comme assistant réalisateur pour le documentaire Gennarino de Leonardo Di Costanzo. 
En 2007 il tourne Il passaggio della linea (it), documentaire tourné de nuit sur les trains express italiens. En 2009, il réalise le documentaire dramatique La bocca del lupo, qui remporte le Festival du film de Turin puis le Nastro d'Argento, le David di Donatello du meilleur documentaire et le prix Vittorio De Seta au Bif&st 2010 du meilleur documentaire.
En 2011 il présente deux documentaires à la Mostra de Venise : Il silenzio di Pelešjan, sur le réalisateur d'avant garde Artavazd Pelechian, et Marco Bellocchio, Venezia 2011, un bref portrait du réalisateur Marco Bellocchio.
En 2015 Pietro Marcello présente le long métrage Bella e perduta au Festival de Locarno et au Festival international du film de La Roche-sur-Yon.

## Filmographie

### Longs métrages
- 2007 : Il passaggio della linea (it)
- 2009 : La bocca del lupo
- 2011 : Il silenzio di Pelešjan
- 2015 : Bella e perduta
- 2019 : Martin Eden
- 2021 : Futura (documentaire) coréalisé avec Francesco Munzi et Alice Rohrwacher
- 2021 : Per Lucio (documentaire)
- 2022 : L'Envol (Le vele scarlatte)
- 2025 : Duse

### Courts métrages
- 2003 : Carta
- 2003 : Scampia
- 2004 : Il cantiere
- 2005 : La baracca
- 2010 : Napoli 24 (épisode Rettifilo)
- 2011 : Marco Bellocchio, Venezia 2011
- 2013 : Venice 70: Future Reloaded
- 2014 : 9x10 novanta (it) (épisode L'Italia umile)

## Prix et nominations
- Mostra de Venise
  - 2007 - Prix Pasinetti Doc pour Il passaggio della linea
- Festival du film de Bellaria (it)
  - 2008 - Prix Casa Rossa Doc pour Il passaggio della linea
- Festival du film de Turin
  - 2009 :
    - Meilleur film pour La bocca del lupo
    - Prix FIPRESCI pour La bocca del lupo
- Berlinale
  - 2010 :
    - Prix Caligari pour La bocca del lupo
    - Prix Teddy pour La bocca del lupo
- Ruban d'argent
  - 2010 - Meilleur documentaire pour La bocca del lupo
  - 2016 - Meilleur documentaire pour Bella e perduta
- David di Donatello
  - 2010 - Meilleur documentaire long métrage pour La bocca del lupo
- Festival international du film de La Roche-sur-Yon
  - 2015 - Grand prix du jury CINÉ+ : Bella e Perduta
- Festival international du film de Göteborg
  - 2016 - Prix Ingmar-Bergman du meilleur espoir pour Bella e perduta